# Haplostachys
Haplostachys és un gènere d'angiospermes que pertany a la família de les lamiàcies.

## Taxonomia
- Haplostachys bryanii
- Haplostachys grayana
- Haplostachys haploslachya
- Haplostachys haplostachya
- Haplostachys linearifolia
- Haplostachys munroi
- Haplostachys rosmarinifolia
- Haplostachys truncata